# NGC 7283
NGC 7283 é uma galáxia espiral (Sb) localizada na direcção da constelação de Pegasus. Possui uma declinação de +17° 28' 15" e uma ascensão recta de 22 horas, 28 minutos e 32,7 segundos.
A galáxia NGC 7283 foi descoberta em 7 de Agosto de 1864 por Albert Marth.